# Crithagra hyposticta
Il venturone meridionale (Crithagra hyposticta (Reichenow, 1904)) è un uccello passeriforme della famiglia dei Fringillidi.

## Etimologia
Il nome scientifico della specie, hyposticta, deriva dall'applicazione del prefisso greco ὑπο- (hupo/hypo-, "sotto") sulla parola anch'essa di origine greca στικτος (stiktos, "maculato"), col significato di "maculato sotto", in riferimento alla livrea.

## Descrizione

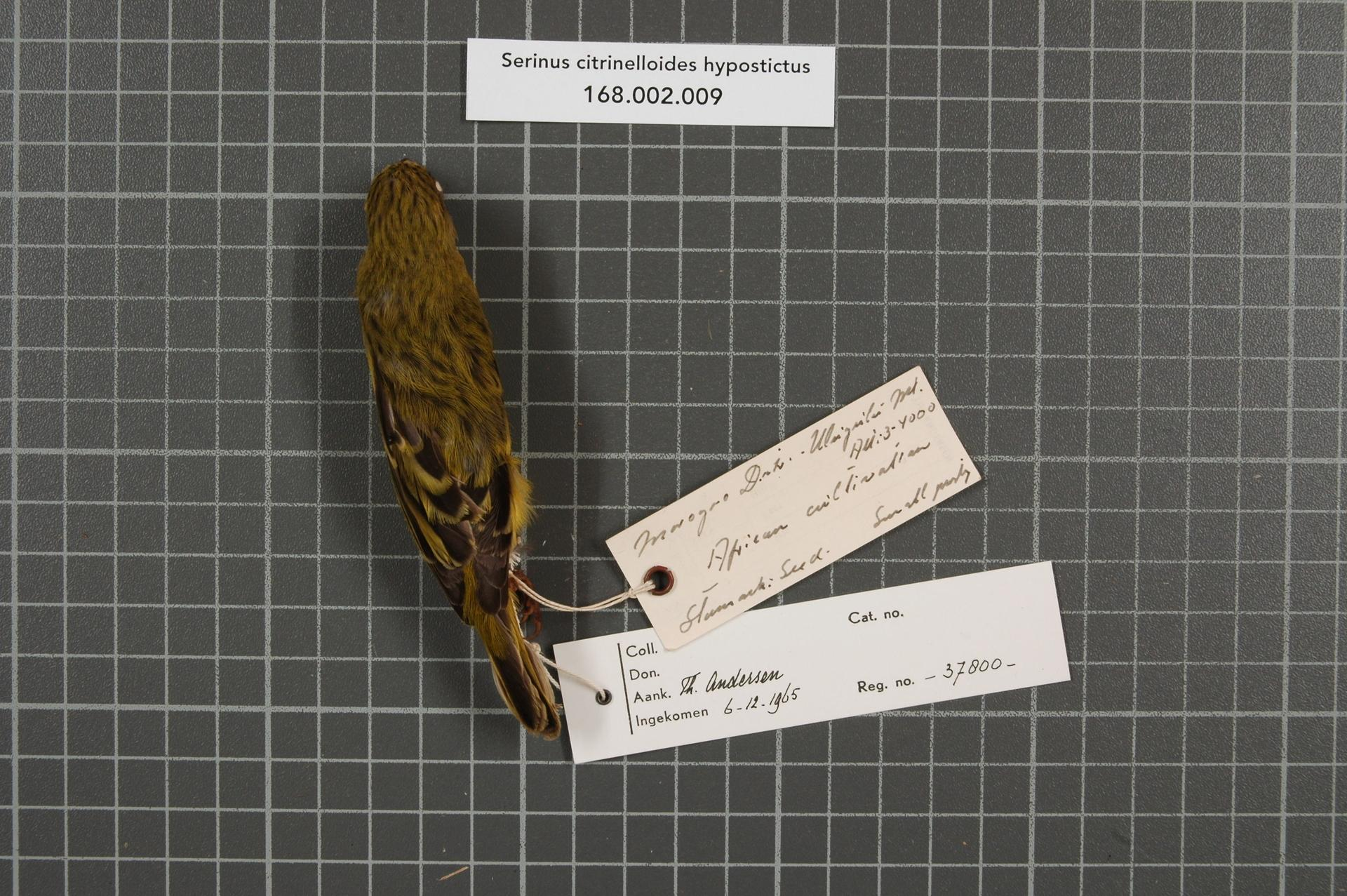
Visione dorsale di femmina impagliata.

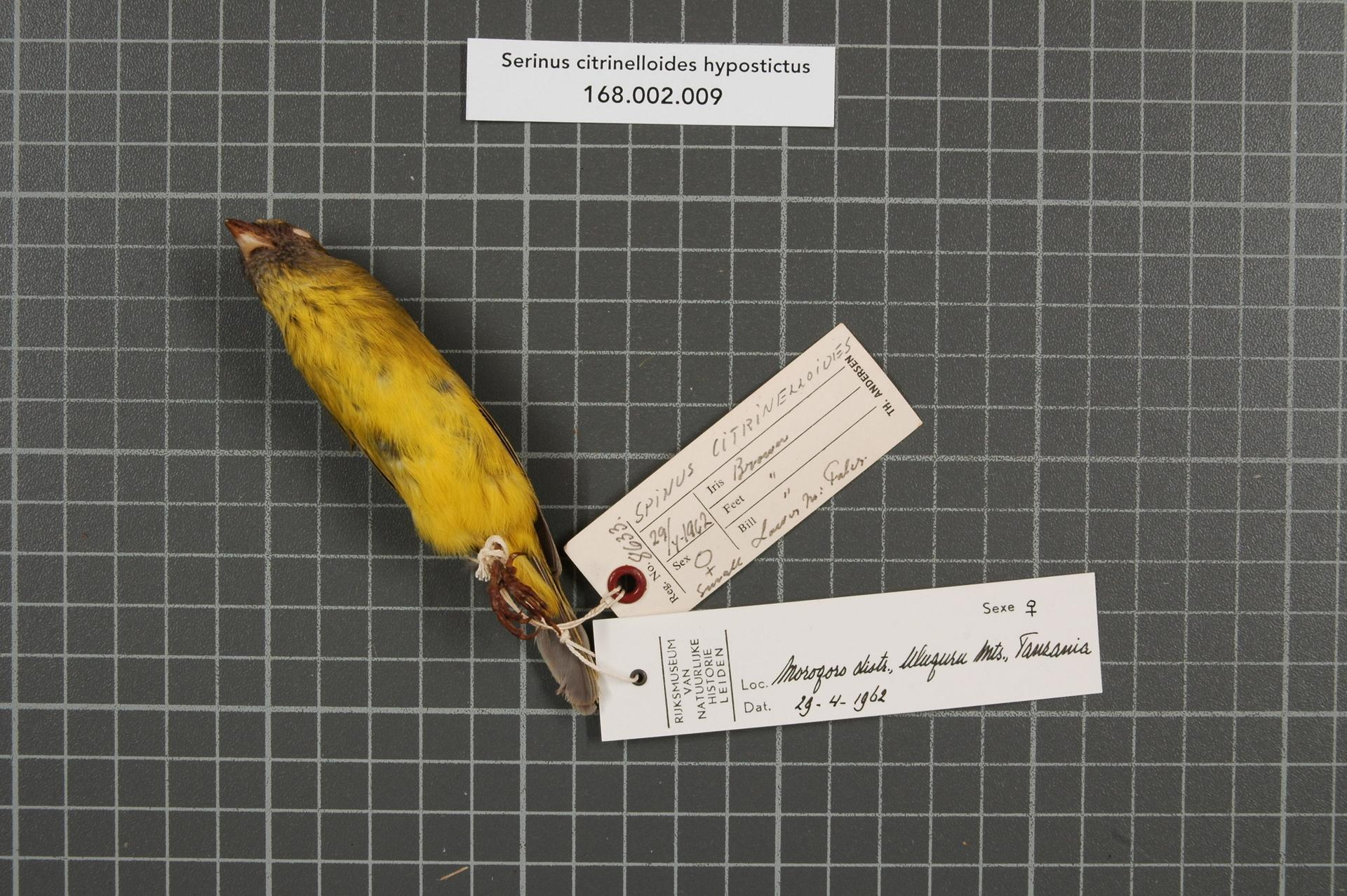
Visione ventrale di femmina impagliata.

### Dimensioni
Misura 11–12 cm di lunghezza, per un peso di 10-15 g.

### Aspetto
Si tratta di uccelletti dall'aspetto slanciato, muniti di testa arrotondata, becco conico, ali allungate e coda dalla punta lievemente forcuta.
Il piumaggio presenta dimorfismo sessuale ben evidente: i maschi, infatti, presentano colorazione verde-oliva nell'area dorsale, mentre petto, fianchi e ventre sono di colore giallo, ali e coda presentano penne nere con orli gialli e gran parte della testa è anch'essa di colore grigio-nerastro. Le femmine mancano invece del nero cefalico (sostituito dal verde oliva dorsale), col ventre che si presenta screziato come nelle assai simili femmine del venturone occidentale. In ambedue i sessi il becco è grigiastro con punta più scura, le zampe sono di color carnicino e gli occhi sono bruni.

## Biologia
Si tratta di uccelletti vispi ed essenzialmente diurni, che si muovono da soli, in coppie o al più in piccoli gruppi familiari, passando la maggior parte della giornata alla ricerca di cibo al suolo o fra i rami.

### Alimentazione
La dieta di questi uccelli è prevalentemente granivora, basata su semi di piante erbacee ma comprendente anche germogli, bacche, frutti ed altro materiale di origine vegetale, nonché saltuariamente anche insetti, larve ed altri piccoli invertebrati.

### Riproduzione
La specie nidifica molto verosimilmente durante tutto l'anno. Si tratta di uccelli monogami, in cui i maschi corteggiano le femmine cantando incessantemente da posatoi in evidenza e seguendo le eventuali interessate con le ali semiaperte e tenute verso il basso e la coda tenuta alzata.
Il nido, a forma di coppa, viene costruito dalla sola femmina intrecciando fibre vegetali alla biforcazione di un ramo: la cova delle 3-6 uova è anch'essa a carico della sola femmina, col maschio che staziona di guardia nei pressi del nido e reperisce il cibo per sé e per la compagna. Le uova schiudono dopo circa due settimane di cova: i pulli, ciechi ed implumi alla schiusa, vengono imbeccati e accuditi da ambedue i genitori e sono in grado d'involarsi attorno alle tre settimane di vita, pur rimanendo nei pressi del nido ancora per qualche giorno prima di disperdersi.

## Distribuzione e habitat
Il venturone meridionale occupa un areale che segue grossomodo l'andamento della Rift Valley, dal Sud Sudan sud-orientale alla zona di confine settentrionale fra Malawi e Mozambico.
L'habitat di questi uccelli è rappresentato dalle radure e dalle aree erbose in aree con copertura arborea ben presente ma non eccessivamente fitta.

## Sistematica
Se ne riconoscono due sottospecie:
- Crithagra hyposticta hyposticta (Reichenow, 1904) - la sottospecie nominale, diffusa dal Kenya sud-orientale all'estremo sud dell'areale occupato dalla specie;
- Crithagra hyposticta brittoni (Traylor, 1970) - diffusa nella porzione settentrionale dell'areale occupato dalla specie;

Alcuni autori considererebbero questi uccelli una superspecie o addirittura conspecifici con gli affini venturone abissino (del quale secondo alcuni il venturone meridionale sarebbe addirittura una sottospecie, sebbene viva in simpatria con questa specie nel nord del proprio areale) e venturone occidentale, coi quali tuttavia sussistono differenze sia di carattere morfologico che nella struttura del canto.